# Geiserich vandál király
Geiserik vagy Geiserich (389? – 477. január 25.) a vandálok és alánok királya volt (428-tól, Afrikában 429-től – haláláig). Politikailag jelentős birodalommá tette a vandál királyságot, az észak-afrikai Karthágóval, mint fővárossal, ami halála után néhány évtized alatt elenyészett. Róma 455-ös kifosztása miatt terjesztette el az utókor a vandál pusztítás fogalmát, ami valójában nem volt pusztítás, hanem csak kifosztás.

## Ifjúsága, trónra kerülése
Godigisel király törvénytelen fiaként született valószínűleg a Balaton közelében. Apja halálakor 406 – a vandálok a hunok elől nyugat felé vonulva ekkor keltek át a Rajnán – féltestvére, Gunderik lett a király, de Geiserik volt a királyság második legbefolyásosabb embere. A vandálok ezután az alánokkal és szvévekkel együtt Galliába, majd 409-ben átkelve a Pireneusokon Hispániába is benyomultak. Ekkoriban vették fel az ariánus kereszténységet. Eleinte Hispánia északnyugati részén éltek, de 428-ban a szvévek és rómaiak közötti ellenségeskedés miatt a vandálok és alánok délre vonultak, ahol Andalúzia ma is őrzi nevüket. A szvévek maradtak északnyugaton, a mai Galicia területén, ahol a Szvév Királyságot a nyugati gótok döntik majd meg 585-ben. 428-ban Andalúziában meghalt Gunderik király és Geiserik lett a vandálok uralkodója.

## Uralkodása
429-ben Africa provincia helytartója, Bonifacius hívására népével átkelt Észak-Afrikába, ahol ostrom alá vette a provincia városait. Hippo Regius ostroma idején halt meg annak püspöke, Hippói Szent Ágoston. Geiserik 431-ben 18 hónapi ostrom után vette be a várost, ami 439-ig fővárosa volt. 432-ben III. Valentinianus is elismerte királyságát azon a területen, amit elfoglalt. 439-ben sikerült lényegében harc nélkül elfoglalnia Karthágót, ami ezentúl fővárosa lett. A vandál-alán az arianizmus követője volt, Karthágó katolikus-ortodox püspökének Neapolisba kellett mennie száműzetésbe, de egyébként Geiserik szabad vallásgyakorlást engedett a római köznépnek. A flotta segítségével hamarosan elfoglalta Szicíliát, Korzikát, Szardíniát és a Baleárokat, s Róma hatalmát fenyegető birodalommá tette a Vandál Királyságot. A következő három évtizedben Geiserik és katonái a Mediterráneum kalózai és fosztogatói lettek.
455. március 13-án Petronius Maximus meggyilkoltatta III. Valentinianus császárt és maga ült a trónra, házasságra kényszerítve annak özvegyét, aki valószínűleg a vandálokhoz fordult segítségért. Geiseriknek 443 óta érvényes békeszerződése volt Valentinianusszal, ami most – úgy gondolta – véget ért. Május 31-én partra szállt Itáliában – Maximus menekülni akart, de egyik testőre agyonverte –, és Róma felé menetelt, ahol I. Leó pápa elébe jött, és kérte, ne pusztítsa el a várost. Geiserik beleegyezett annak fejében, hogy a város lakói nem állnak ellen fegyveresen. Bevonult a városba és két hétig fosztogatta azt. A Jupiter-templomok tetejéről is leszedték az aranyat például, sok ezüstöt és szobrot raktak az Ostia előtt horgonyzó hajóikra. Karthágóba visszatérve Geiserik sok gazdag túszt vitt magával a további váltságdíjak fejében, és magával vitte Valentinianus özvegyét, Licinia Eudoxiát is két lányával, Eudociával és Placidiával együtt. Eudociát hozzáadta fiához, Hunerikhez.
468-ban a Keletrómai Birodalom flottát küldött ellene, hogy elfoglalja Karthágót, de a vandál flottának sikerült a támadást visszavernie. Ezután a vandálok megpróbálták elfoglalni a Peloponnészoszt, de súlyos veszteségeik miatt vissza kellett vonulniuk. 474-ben Geiserik békét kötött a keletrómaiakkal, és kb. 88 évesen halt meg 477-ben. Halála után fia, Hunerik követte a trónon.